# Madonna met het konijn
De Madonna met het konijn is een olieverfschilderij van de Venetiaanse renaissanceschilder Titiaan, dat hij in 1530 voltooide. Het behoort tot de oorspronkelijke collectie van het museum het Louvre in Parijs.

## Beschrijving
Op de voorgrond zitten Maria en Jezus in het gezelschap van de heilige Catharina, herkenbaar aan het rad, waarop de Romeinse keizer haar vergeefs probeerde te executeren. De aandacht van Jezus wordt getrokken door het witte konijn dat Maria aan hem laat zien en dat een symbool is van de maagdelijke geboorte en de menswording van Christus. De mand met het open deksel bevat een appel en druiven die enerzijds een realistisch detail vormen dat past bij de herfst, terwijl ze anderzijds verwijzen naar de zondeval die teniet wordt gedaan door de wijn van de eucharistie.
Het werk stamt uit een periode waarin Titiaan meer aandacht besteedde aan het landschap. Hij was vanaf circa 1515 geleidelijk overgeschakeld van de pastorale, geïdealiseerde landschappen in de stijl van Giorgione naar een meer realistische weergave met weelderige loofbomen en subtiele, ingetogen kleuren. Bovendien is het landschap niet langer een achtergrond waar de figuren voor zijn geplaatst, maar bevinden ze zich in een wereld die zich vloeiend naar de horizon uitstrekt. De ongedwongen houdingen en de asymmetrische compositie met de door de kaders afgesneden figuren versterken het informele en intieme karakter van de voorstelling.

## Herkomst
Titiaan maakte het schilderij waarschijnlijk voor Federico II Gonzaga, de hertog van Mantua, wiens portret is herkend in de schaapherder op het middenplan. Volgens een brief van Federico's gezant in Venetië uit 1530 legde Titiaan op dat moment de laatste hand aan het schilderij. Uit technisch onderzoek is gebleken dat het werk een lange ontstaansperiode had en dat Titiaan er waarschijnlijk jarenlang aan heeft gewerkt. Zo zijn het konijn en de inhoud van de mand pas relatief laat toegevoegd.
Het schilderij bleef tot het begin van de 17e eeuw in het bezit van de Gonzaga-familie. Mogelijk werd het rond 1624-27 door Vincenzo II Gonzaga geschonken aan kardinaal de Richelieu. In elk geval dook het werk later op in de collectie van diens achterneef en erfgenaam, de 2e duc de Richelieu, die het in 1665 verkocht aan Lodewijk XIV. Na een verblijf in het kasteel van Versailles belandde het schilderij eind 18e eeuw in het Louvre, waar het sinds 1793 onderdeel is van de collectie van het gelijknamige museum in Parijs.